# Christian Roth (curling)
Christian Roth (13 de septiembre de 1985) es un deportista austríaco que compitió en curling. Ganó una medalla de bronce en el Campeonato Mundial de Curling Mixto Doble de 2012.

## Palmarés internacional
| Campeonato Mundial Mixto Doble | Campeonato Mundial Mixto Doble | Campeonato Mundial Mixto Doble | Campeonato Mundial Mixto Doble |
| Año                            | Lugar                          | Medalla                        | Prueba                         |
| ------------------------------ | ------------------------------ | ------------------------------ | ------------------------------ |
| 2012                           | Erzurum (Turquía)              | Medalla de bronce              | Mixto doble                    |